# Cveta
Cveta je žensko osebno ime.

## Izvor imena
Ime Cveta je različica imena Cvetka, izhaja pa iz samostalnika cvet oziroma glagola cveteti. Ustrezno latinsko ime je Flora.

## Različice imena
Cvetka, Cvetana, Cvetanka, Cvetina, Cvetislava, Cvetlana, Cvetoslava

## Pogostost imena
Po podatkih Statističnega urada Republike Slovenije je bilo na dan 31. decembra 2007 v Sloveniji število ženskih oseb z imenom Cveta: 136. Med vsemi ženskimi imeni pa je ime Cveta po pogostosti uporabe uvrščeno na 496. mesto.

## Osebni praznik
V koledarju je ime Cveta uvrščeno k imenu Cvetka oziroma Flora god praznuje 12. junija ali 24. novembra.